# كيم ساي رون
كيم ساي رون (بالكورية: 김새론)‏(31 يوليو 2000 – 16 فبراير 2025)، هي ممثلة كورية جنوبية. بدأت مسيرتها كممثلة طفلة في سن التاسعة وأصبحت مشهورة من خلال أفلام حياة جديدة تمامًا (2009) والرجل من لا مكان (2010). مع وصولها إلى سن المراهقة، حصلت كيم على أدوار رئيسية أكثر، لا سيما في فيلم فتاة عند بابي (2014). كما شاركت في مسلسلات درامية تلفزيونية، منها استمع إلى قلبي (2011)، فصل الملكة (2013)، ومرحبًا! مدرسة: حب مستمر (2014). أما أول دور رئيسي لها كشخصية بالغة فكان في الدراما التلفزيونية مرآة الساحرة (2016).

## الحياة المبكرة والتعليم
ولدت كيم في 31 يوليو 2000 في سول. لها شقيقتان أصغر منها: كيم أ-رون وكيم يي-رون، وهما أيضًا ممثلتان. التحقت بمدرسة مييانغ الابتدائية في سول، وتخرجت من مدرسة يانغ إيل المتوسطة في إيلسان في فبراير 2016. ثم بدأت بالدراسة في مدرسة سول للفنون التعبيرية. في عام 2018، قُبلت كيم في جامعة تشونغ انغ، قسم الفنون المسرحية ودراسات الأفلام.

## وفاتها
في 16 فبراير 2025، عثر على جثة كيم في منزلها بمنطقة سيونغدونغ في سول. تم استدعاء الشرطة التي أكدت وفاتها. لكن لم تكن هناك أي علامات على اقتحام المنزل. مع إجراء تحقيق، حكم مسؤولون في الشرطة أن وفاتها كانت انتحارًا. قبل جنازتها، أقيمت جنازة في مركز أسان الطبي في سول حيث قدم المشاهير تعازيهم. أقيمت جنازة خاصة في نفس المكان في صباح يوم 19 فبراير. دفنت في حديقة تونجيل-رو التذكارية في باجو، مقاطعة غيونغي.

## الأعمال

### أفلام
| السنة | الفيلم                | الدور                   |
| ----- | --------------------- | ----------------------- |
| 2009  | حياة جديدة            | جين-هي                  |
| 2010  | الرجل من لا مكان      | جونغ سو-مي              |
| 2011  | أنا أب                | هان مين-جي              |
| 2012  | باربي                 | سون-يونغ                |
| 2012  | الجيران               | يو سو-يون / وون يو-سيون |
| 2014  | مانشين: عشرة آلاف روح | المراهقة كيم غوم هوا    |
| 2014  | فتاة على بابي         | سون دو-هي               |
| 2014  | مانهول                | سو-جونغ                 |
| 2016  | الممثل العظيم         | دور الكاميو             |
| 2017  | طريق ثلجي             | كانغ يونغ-اي            |
| 2018  | القرويون              | كانغ يو-جين             |

### مسلسلات
| السنة | العنوان      | الدور                   |
| ----- | ------------ | ----------------------- |
| 2012  | ملك الأزياء  | الشابة لي غا يونغ       |
| 2016  | مرآة الساحرة | الأميرة سيو ري / يون هي |

## روابط خارجية
- كيم ساي رون على موقع IMDb (الإنجليزية)
- كيم ساي رون على موقع روتن توميتوز (الإنجليزية)
- كيم ساي رون على موقع قاعدة بيانات الأفلام العربية
- كيم ساي رون على موقع ألو سيني (الفرنسية)
- كيم ساي رون على موقع أول موفي (الإنجليزية)
- كيم ساي رون على موقع قاعدة بيانات الفيلم (الإنجليزية)
- كيم ساي رون على موقع ليتربوكسد (الإنجليزية)
- كيم ساي رون على موقع كينوبويسك (الروسية)